# 大貫八郎

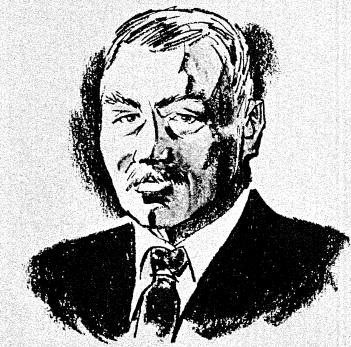
大貫八郎の肖像(UCLA蔵)

大貫 八郎（おおぬき はちろう、1849年（嘉永2年）- 1921年（大正10年）11月22日）は、19世紀後期から20世紀初期にかけてのアメリカ合衆国で活動した日本出身の実業家。明治時代に渡米し、アリゾナ州フィニックスの電力会社等の創業に功労があったといわれる。米国では、ハチロン・オーニック(Hutchlon (Hatchero、Hutchlewとも) Ohnick)の名を用いた。

## 出自
大貫は、現在の栃木県鹿沼市で代々医者を業とする家に生まれ、当初は医者を志してオランダ語を学び、開成学校で理学を修めた。後に箱館（現函館市）に移った。

## 渡米
大貫は箱館にいた西洋人と懇意になり、米国の事情を聞いたことで、「是非渡米して何かやらねばならない」との思いを抱き、箱館を出港するノルウェー帆船に乗り込み、水夫として渡米した。
1870年（明治3年）にシアトルに上陸した。当時、同港はわずか3、40戸の一漁村に過ぎず、海岸には一面葦が繁っていたと後日知人に語っている。
その後一度日本に帰り、横浜で米海軍の軍人と親しくなったことから、1876年（明治9年）、米国建国百年を記念して開催されたフィラデルフィア万国博覧会に展示するための日本の工芸品を搭載した米海軍艦艇に乗って日本を出発した。博覧会で通訳として務めた後、帰国のためにサンフランシスコへ陸路で出発したが、途中アリゾナに留まった。

## 功績
渡米後の大貫は、当初毎日ホテルに籠もっているうちに所持金を使い果たし、その後雇われて馬追いとして6か月間働いた。その後アリゾナに向かい、鉱山業を経営する米国人の元を尋ね、その地の鉱山会社に対して荷物運搬を請負い、利益を収めた。
その後、1876年（明治9年）ころトゥームストーンに赴き、同地に水が少ないところに着眼し、フートリバー（フリート河）のセンター橋近くの草原に枕木を組み立てて日本式の掘り抜き井戸を掘り、その水を汲み取って市中に供給し、莫大な利潤を得た。
一時は多数の人馬を雇い、多額の食料を費やして鉱山の発見に努めたが、結局失敗に終わった。その際、現地の盗賊に脅迫され、危うく銃殺されそうになったこともあった。
1881年（明治14年）10月21日、トゥームストーンにて、OK牧場の決闘と呼ばれる銃撃戦を目撃したとの記録が、フィニックス市議会の古い資料に残っている。
1886年（明治19年）、フィニックスにガス会社(Phoenix Gas Company)を設立し、同年のクリスマスシーズンには、店舗の照明に必要なパイプや設備を供給した。大貫の最大の顧客は、豪華なガス灯を持っていた酒場であった。
1888年（明治21年）には電気会社(Phoenix Electric Light Company)を設立し、更には鉄道会社を運営し市街電鉄の敷設も行った。
フィニックス市外3マイルの地に640エーカーの土地を購入し、その後の5年間を農業に費やし、1900年（明治33年）、田園を売却してシアトルへ行った。
1902年（明治35年）に佐々木徳次郎とともにオリンピア投資会社（資本金5000ドル）を設立した。
1904年（明治37年）、一切の権利をフィニックスに譲渡して再びシアトルに戻った。
1905年（明治38年）ころ、オリンピア投資会社を母体として、築野又次郎を頭取にして東洋銀行（資本金4万ドル）を創立した。
1908年（明治41年）2月に日本貿易会社を創立し、その社長になるとともに、大貫商会を創立してこれらの事業を管理した。
1916年（大正5年）ころシアトル正金銀行を設立し、その後コロラド州デンバー方面に活動を続け、老後はカリフォルニア州サンディエゴに隠棲して余生を送った。
仏教会の設立にも寄与し、Buddhist Associationの会長も務めた。
1921年（大正10年）にカリフォルニアで亡くなり、ロサンゼルスのサニーサイド墓地に眠る。
1935年（昭和10年）ころ、フィニックスの発展と大貫の功労を永久に表彰記念すべく、市によって銅像建立が提案されたが、その頃ちょうど排日の気運が強まり、実現しなかった。
特に、法学士であった仲村権五郎が、銅像建立のために奔走した。新聞社や識者を歴訪し、いずれも大賛成であったが、仲村は「そのために排日側の感情を荒げては故人にすまない」と後日に語っている。

## APSの創立
大貫は1886年、フィニックスに灯用ガス会社(Phoenix Gas Company)を設立し、1888年に電気会社(Phoenix Electric Light Company)を設立した。これらのガス会社及び電気会社(Phoenix Illuminating Gas & Electric Light Company)は、1952年にArizona Public Service Company(APS)へと名前を変えた。1980年代にはAPSはそのガス事業部門を売却したが、今日、APSはアリゾナ州最大の電気事業者となっている。

## 家族
1888年、フィニックスでキャサリン・シャノン(Catherine Shannon、1866年-1933年)と結婚した。キャサリンの家に電気を供給した際に出会ったのがきっかけとされ、この結婚は、米国における白人と東洋人の間の最初の結婚であるとの記録がある。その後、二男二女を儲けた。